# Шлотгауэр, Светлана Дмитриевна
Светла́на Дми́триевна Шлотга́уэр (урожд. Крикливенко, род. 14 ноября 1941, Богуславец, Приморский край) — советский и российский ученый-биолог, ботаник, флорист и ботанико-географ, педагог, доктор биологических наук, главный научный сотрудник лаборатории экологии растительности ФГБУН «Хабаровский Федеральный исследовательский центр ДВО РАН — обособленное подразделение Института водных и экологических проблем» (ИВЭП ДВО РАН). Действительный член РАЕН, член РБО, член РГО с 1965 г., заслуженный деятель науки РФ (1998), заслуженный эколог Хабаровского края (2017), лауреат литературной премии им. Петра Комарова (2020), лауреат общероссийской литературной премии «Дальний Восток» им. В. К. Арсеньева (2022). Живёт и работает в Хабаровске.
Исследования Шлотгауэр С. Д. связаны с изучением биологического разнообразия растительного покрова Дальнего Востока, экологической устойчивости сложной по природным условиям территории региона (континент-океан).

## Биография
Светлана Дмитриевна Шлотгауэр — родилась 14 ноября 1941 года в с. Богуславец Красноармейского района Приморского края.
В 1960 году — окончила Спасское педагогическое училище, ныне КГА ПОУ «Спасский педагогический колледж» Приморского края.
В 1965 году — естественно-географический факультет Комсомольского-на-Амуре педагогического института, по специальности «биология и география» — «квалификация учитель биологии и географии».
В 1968 году — целевую аспирантуру на кафедре ботаника Хабаровского педагогического института.
Кандидат (1970) и доктор (1989) биологических наук, профессор (1998) по специальности «ботаника».
Кандидатская диссертация: «Растительность и флора Комсомольского заповедника» (защита: Объединённый ученый совет по биологическим наукам СО АН СССР, Новосибирск).
Докторская диссертация: «Растительность и флора высокогорий Западного Приохотья и Северного Приамурья» (защита: Центральный Сибирский ботанический сад СО АН СССР, Новосибирск).

## Научная деятельность
Основные направления научной деятельности: ботаника, экология, антропогенные воздействия на экосистемы, семенные растения.
Принимала активное участие в разработке сети (генеральной схемы) особо охраняемых территорий Дальнего Востока.
При её непосредственном участии исследован растительный покров Джугджурского, Ботчинского, Комсомольского государственных заповедников, Анюйского и Шантарского национальных парков, в которых описаны 9 новых видов растений, не известные для науки и сотни впервые приведены для территории Хабаровского края (кадастровая сводка биоразнообразия).
Итогом 30-летних экспедиционных работ явилась инвентаризация (картирование) редких видов растений, которые составили основу Красной книги Хабаровского края, составителем и ответственным редактором которой она является по разделу «Редкие и исчезающие виды растений и грибов».
Ученым выявлено, что под воздействием катастрофических пожаров (1998—2001 гг.) и сильнейшего наводнения на Амуре в 2013 г. произошли унификация и уменьшение биологического разнообразия реликтовых водных и ряда лесных растений в Амурском, Комсомольском, в Хабаровском и районе им. Лазо, что объясняет увеличение списка редких видов (до 400), рекомендуемых в новое издание Красной книги региона.
Автором написаны научно-популярные книги: «Моя Джугджурия», «Шантарские острова» (в соавторстве), «Они нуждаются в защите». Хрестоматия дальневосточной природы «Времена года» — стала настольной книгой для учащихся школ края в области экологии и биологии Дальнего Востока и выдержала три переиздания.
В знак уважения и признания имя ученого запечатлено в названиях новых видов растений: камнеломка Светланы (Saxifraga svetlanae Worosch. — IPNI (LSID) 794616-1), таволга Шлотгауэр (Spiraea (=Pentactina) schlothauerae Ignatov et Worosch. — IPNI (LSID) 932167-1), тимьян Шлотгауэр (Thymus schlothaueriae Probat. — IPNI (LSID) 987545-1), эдельвейс Шлотгауэр (Leontopodium schlothauerae Barkalov — IPNI (LSID) 77079581-1).
Возглавляет Хабаровское отделение Русского ботанического общества.
На вопрос, что ждет ботанику в будущем Светлана Дмитриевна отвечает:
В современном веке продолжается открытие новых свойств растений. Буквально недавно мы узнали про пихтовое масло, а в кедровом орехе (в так называемом молочке) ученые нашли регуляторы, укрепляющие иммунитет человека (ведь сибиряки с детства грызут этот ценный продукт и живут до ста лет). А сколько еще мы не знаем о лекарственных свойствах наших дикоросов: бархата амурского, маньчжурского ореха, аралии, элеутерококка, лещины?!

## Награды
- Орден Дружбы (2011)[18]

- Заслуженный деятель науки РФ (1998)[3]

- Заслуженный эколог Хабаровского края (2017)[4]

- Лауреат литературной премии им. Петра Комарова (2020)[5]
- Памятная медаль ХКО РГО им. А. Ф. Миддендорфа «За изучение Приамурья» (2021) №1.
- Лауреат общероссийской литературной премии «Дальний Восток» им. В. К. Арсеньева (2022)[6]

## Семья
- Дед — Самуил (Самило) Ефремович Крикливенко (1878—1952), выходец из Черниговской губернии, служил в Семёновском полку, участник маньчжурской кампании в 1904—1905 гг., затем кондуктор на железной дороге.
- Бабушка — Епистимия Гавриловна Полищук (1888—1961).
- Отец — Дмитрий Самойлович Крикливенко (1914—1985), родился в Имане (Дальнереченске), лесной таксатор, в начале 40-х гг. XX в. — участник лесоустроительных экспедиций в долинах Большой Уссурки, Артёмовки и Партизанской, затем директор лесхоза в Приморском крае, в последние годы жил в имении на ст. Звеньевой Хабаровского края[13].
- Мать — Татьяна Алексеевна Шевякова (1919—1993), из хетагуровок, родом из Ставропольского края, фельдшер-акушер (окончила Пятигорский медицинский техникум).
- Братья: Геннадий (1943—2007), Николай (1947—2006).
- Муж — Игорь Викторович Шлотгауэр, канд. хим. наук, химик (физическая химия)[19], преподаватель ДВГГУ (химико-биологический факультет), на пенсии.
- Сын Дмитрий, окончил исторический факультет ХГПИ в 1992 г.

## Труды
- Шлотгауэр С. Д. Флора и растительность западного Приохотья. Отв. ред. С. С. Харкевич. — М.: Наука, 1978. — 132 с.
- Шлотгауэр С. Д. Моя Джугджурия: Записки ботаника. — Хабаровск: Кн. изд., 1983. — 272 с., ил. (Природный мир Дальнего Востока)
- Шлотгауэр С. Д. Растительный мир субокеанических высокогорий. Отв. ред. С. С. Харкевич. — М.: Наука, 1990. — 224 с.
- Шлотгауэр С. Д. Растительный покров российской части Дальнего Востока. Учеб. пособие для студентов естеств.-геогр. специальностей пед. вузов. Ч. 1. — Комсомольск-на-Амуре: Изд-во Комсом.-на-Амуре гос. пед. ин-та, 1996. — 70 с.
- Шлотгауэр С. Д. Растительный покров российской части Дальнего Востока. Учеб. пособие для студентов естеств.-геогр. специальностей пед. вузов. Ч. 2. — Комсомольск-на-Амуре: Изд-во Комсом.-на-Амуре гос. пед. ин-та, 1996. — 92 с.
- Шлотгауэр С. Д. Биоразнообразие растительного покрова Хабаровского края. — Владивосток-Хабаровск: Дальнаука, 2001. — 198 с.
- Шлотгауэр С. Д. Наши охраняемые территории. — Хабаровск, 2002. — 124 с.
- Шлотгауэр С. Д. Времена года: Календарь дальневосточной природы. / Ин-т вод. и экол. проблем ДВО РАН; Фото Г. Е. Рослякова. — Хабаровск, 1997.
- Шлотгауэр С. Д. Времена года: Хрестоматия дальневосточной природы. Фотоилюстр. Ю. Шибнева. — 2-е изд, пересмот. — Хабаровск: Изд. дом Приамурские ведомости, 2002. — 256 с., ил. (Дальний Восток России. Окно в природу)
- Шлотгауэр С. Д. Времена года: Хрестоматия дальневосточной природы. Фотоилюстр. Ю. Шибнева. — 3-е изд, пересмот. — Хабаровск: Изд. дом Приамурские ведомости, 2011. — 255 с., ил. (Дальний Восток России. Окно в природу)
- Шлотгауэр С. Д. На островах студеного моря [Шантарские острова]. Рукопись. — Хабаровск, 1989. — 40 л. /Опубликована: Отрывки из «Шантарского дневника». // «Дальний Восток», № 6 за 2020 г., стр. 216—230; Записки Хабаровского краевого отделения РГО. Вып. 1 (11), юбилейный. К 125-летию Хабаровского (Приамурского) краевого отделения РГО. Отв. ред. А. Н. Махинов. — Хабаровск: ХКО РГО, 2020. — 292 с., ил., стр. 140—161[20].
- Шлотгауэр С. Д. Шантарский затерянный мир (найденная рукопись, просмотрена авт., доп. и уточн.). Предисл.: Андронова В. А., Насонова И. А., Пронякина К. А. Ред. Пронякин К. А. — Хабаровск: ФГБУ «Заповедное Приамурье», 2021. — 128 стр., ил. (Сер. Библиотечка «Заповедного Приамурья»)
- Шлотгауэр С. Д. За горными травами: Записки ботаника. Лит. ред. Пронякин К. А. — Хабаровск: ООО «Медиа-Мост», 2021. — 224 с., ил.
- Шлотгауэр С. Д. Жизнь в науке: мемуары ботанико-географа. Ред. К. А. Пронякин. — Хабаровск: Институт водных и экологических проблем ДВО РАН, 2023. — 256 с., ил.

## Коллективные труды
- Тайга дальневосточная. Фоторассказ о неповторимом творении природы — лесах Дальнего Востока и их обитателях. Шибнев Ю. Б., Росляков Г. Е., Дунский Ю. И., Шлотгауэр С. Д. Худож. В. Е. Трепцов. — Хабаровск: Кн. изд., 1986. — 336 с., ил.
- Шантарский архипелаг: Рассказ об удивительном природном островном комплексе Приохотья. The Shantar archipelago/ Фотосъемка Ю. Дунского, Г. Рослякова; Сост. А. Посохов. Текст Г. Рослякова, О. Кусакина, С. Шлотгауэр. — Хабаровск: Кн. изд., 1989. — 224 с., ил.
- Шлотгауэр С. Д., Мельникова А. Б. Они нуждаются в защите: Редкие растения Хабаровского края. — Хабаровск: Кн. изд-во, 1990. — 288 с., ил. (Природа Дальнего Востока)
- Воронов Б. А., Мирзеханова З. Г., Шлотгауэр С. Д. Территория, хозяйство. Экология. Эколого-географические подходы к оценке и прогнозированию природно-хозяйственных ситуаций в регионах нового освоения. Методич. Разраб. — Хабаровск, 1991. — 48 с.
- Биоразнообразие и Красная Книга Хабаровского края / Б. А. Воронов, С. Д. Шлотгауэр, Т. Г. Сапожникова; Рос. акад. наук, Дальневост. отд-ние, Ин-т вод. и экол. проблем. — Владивосток; Хабаровск: Дальнаука, 1997. — 99 с., ил.
- Шлотгауэр С. Д., Крюкова М. В., Антонова Л. А. Сосудистые растения Хабаровского края и их охрана. — Владивосток-Хабаровск: ДВО РАН, 2001. — 195 с., ил.
- Шлотгауэр С. Д., Крюкова М. В. Флора охраняемых территорий побережья российского Дальнего Востока: Ботчинский, Джугджурский заповедники, Шантарский заказник. Отв. ред. В. Ю. Баркалов. — М.: Наука, 2005. — 264 с.
- Красная книга Хабаровского края: Редкие и находящиеся под угрозой исчезновения виды растений и животных. — Хабаровск: ИВЭП ДВО РАН, 1999. — 464 с.
- Красная книга Хабаровского края: Редкие и находящиеся под угрозой исчезновения виды растений и животных. — 2-е изд., доп. — Хабаровск: Риотип, 2000. — 452 с.
- Красная книга Хабаровского края: Редкие и находящиеся под угрозой исчезновения виды растений и животных. Официальное издание. Науч. ред. Воронов Б. А./ Министерство природных ресурсов Хабаровского края, Институт водных и экологических проблем ДВО РАН. — 3-е изд., доп. — Хабаровск: Изд. дом Приамурские ведомости, 2008. — 632 с., ил., стр. 12-370 [растения, грибы].
- Край Хабаровский. Мир природы. Флора [Текст] = Our native land Khabarovsky krai. Wild life. Flora: фотоальбом / [С. Д. Шлотгауэр и др.; фотоил.: А. С. Баталов и др.]. — Хабаровск: Приамурские ведомости, 2013. — 191 с., ил.
- Крюкова М. В., Шлотгауэр С. Д., Добровольная С. В., Антонова Л. А. Национальный парк «Анюйский». Растительный покров. — Хабаровск: АО Хабаровская краевая типография, 2017. — 208 с.

### Избранные публикации
- Шлотгауэр С. Д. «Ботанико-географические особенности флоры высокогорий хребта Ям-Алинь (Хабаровский край)». // Региональные проблемы (Биробиджан), 2015, Т.18, № 2. С. 17-23.
- Воронов Б. А., Крюкова М. В., Шлотгауэр С. Д. и др. «Функциональное зонирование национального парка „Шантарские острова“». // География и природные ресурсы. 2016, № 2. С. 46-52.
- Махинов А.Н, Шлотгауэр С. Д., Махинова А. Ф. «Инверсия ландшафтов юго-западного побережья Охотского моря». // География и природные ресурсы. 2020. № 1. С. 69-76.